# Aeropuerto Internacional Daniel Oduber
Aeropuerto Internacional Daniel Oduber är en flygplats i Costa Rica.   Den ligger i provinsen Guanacaste, i den västra delen av landet, 180 km väster om huvudstaden San José. Aeropuerto Internacional Daniel Oduber ligger 82 meter över havet.
Terrängen runt Aeropuerto Internacional Daniel Oduber är huvudsakligen platt, men åt nordväst är den kuperad. Runt Aeropuerto Internacional Daniel Oduber är det ganska glesbefolkat, med 36 invånare per kvadratkilometer. Närmaste större samhälle är Liberia, 12,5 km öster om Aeropuerto Internacional Daniel Oduber. Trakten runt Aeropuerto Internacional Daniel Oduber består till största delen av jordbruksmark.